# Die Frau im Hermelin (Film)
Die Frau im Hermelin (Originaltitel: That Lady in Ermine) aus dem Jahr 1948 ist ein Filmmusical von Ernst Lubitsch und zugleich sein letzter Spielfilm. In den Hauptrollen spielen Betty Grable und Douglas Fairbanks Jr. Samson Raphaelson schrieb das Drehbuch nach der Handlung der Jean Gilbert-Operette Die Frau im Hermelin, deren Textbuch von Rudolph Schanzer und Ernst Welisch stammt.

## Handlung
Etwa 1861 findet die Hochzeitsfeier der Herzogin Angelina jäh ein Ende, als Ungarn in ihr Herzogtum einfallen. Ihre Ahnin, die „Frau im Hermelin“, erscheint Angelina infolgedessen im Traum und gibt ihr den Rat, Teglash, den Anführer der Ungarn, um des Friedens willen zu heiraten und ihn später zu ermorden. Angelina folgt diesen Anweisungen, nur kommen ihre aufkommenden Gefühle für Teglash ihren Mordplänen in die Quere.

## Hintergrund
Ernst Lubitsch starb im November 1947 an einem Herzinfarkt und konnte so seinen letzten Film nicht vollenden. Otto Preminger, ein ehemaliger Weggefährte aus Wien, nahm die Dreharbeiten wieder auf, obwohl ihn wenig daran reizte: „Ich fand weder das Drehbuch noch den Film sonderlich interessant. Ich habe ihn abgedreht – das war alles.“

## Auszeichnungen
Die Frau im Hermelin wurde bei der Oscarverleihung 1949 für den Titelsong „This Is the Moment“ von Friedrich Hollaender (Musik) und Leo Robin (Text) für den Oscar in der Kategorie Bester Song nominiert. Im selben Jahr kam noch eine Nominierung beim WGA Award für den Drehbuchautoren Samson Raphaelson in der Kategorie „Best Written American Musical“ hinzu.

## Kritiken
Das Lexikon des internationalen Films schrieb: „Krieg, Frieden und Versöhnung – hier auch eine Chiffre für die Beziehung der Geschlechter zueinander.“